# Кабанатуан

Кабанатуа́н (таг. Lungsod ng Cabanatuan) — город и муниципалитет на Филиппинах, на территории региона Центральный Лусон. Входит в состав провинции Нуэва-Эсиха.

## История
Поселение, из которого позже вырос город, первоначально являлось районом в составе муниципалитета Гапан. 14 июля 1777 года Кабанатуан получил от испанских колониальных властей статус селения (pueblo). Затем, в течение некоторого времени, Кабанатуан выполнял функции административного центра провинции Нуэва-Эсиха. В 1816 году поселение выгорело дотла в результате сильного пожара, а в 1880 — подверглось частичному разрушению в результате землетрясения.

В 1904 году, в период американского господства над Филиппинами, до Кабанатуана была проложена железная дорога. Это привело к бурному росту торговли и промышленного производства.

29 декабря 1941 года, после вступления США во Вторую мировую войну и вторжения Японии на Филиппины, Кабанатуан был оккупирован силами японской императорской армии. В 1942 году японцами был создан лагерь для военнопленных, в которым были размещены участники Батаанского марша смерти. 30 января 1945 года рейнджерами армии США и филиппинскими партизанами было совершено нападение на лагерь. Это событие вошло в историю как Рейд на Кабанатуан. В результате были освобождены 513 военнопленных. Собственно поселение было освобождёно 1 февраля 1945 года.

16 июня 1950 года, согласно Республиканскому закону № 526, Кабанатуан получил статус города.

## Географическое положение
Город находится в центральной части острова Лусон, на левом берегу реки Пампанга, на расстоянии приблизительно 90 километров к северу от столицы страны Манилы и занимает площадь 192,29 км². Абсолютная высота — 31 метр над уровнем моря.

## Климат
| Показатель              | Янв. | Фев. | Март | Апр. | Май | Июнь | Июль | Авг. | Сен. | Окт. | Нояб. | Дек. | Год  |
| ----------------------- | ---- | ---- | ---- | ---- | --- | ---- | ---- | ---- | ---- | ---- | ----- | ---- | ---- |
| Средний максимум, °C    | 31   | 32   | 33   | 35   | 35  | 33   | 32   | 31   | 31   | 32   | 31    | 31   | 32   |
| Средняя температура, °C | 25   | 26   | 27   | 29   | 29  | 28   | 28   | 27   | 27   | 27   | 26    | 26   | 27   |
| Средний минимум, °C     | 20   | 20   | 21   | 22   | 23  | 23   | 23   | 23   | 23   | 22   | 21    | 21   | 21   |
| Норма осадков, мм       | 6    | 3    | 12   | 21   | 145 | 255  | 256  | 400  | 301  | 171  | 128   | 46   | 1742 |
| Источник: Weatherbase   |      |      |      |      |     |      |      |      |      |      |       |      |      |

## Население
По данным официальной переписи 2007 года численность населения составляла 199 708 человек.

Динамика численности населения города по годам:
| 2000    | 2007    | 2013    |
| ------- | ------- | ------- |
| 171 188 | 199 708 | 223 689 |

## Экономика и транспорт
Город является значимым коммерческим и сельскохозяйственным центром. Основная возделываемая культура — рис.

Сообщение Кабанатуана с другими городами осуществляется посредством железнодорожного и автомобильного транспорта.
Ближайший аэропорт — Международный аэропорт Кларк.

## Административное деление
Территория города административно подразделяется на 89 барангаев:
| - Aduas Centro - Aduas Norte - Aduas Sur - Bagong Buhay - Bagong Sikat - Bakero - Bakod Bayan - Balite - Bangad - Bantug Bulalo - Bantug Norte - Barlis - Barrera District - Bernardo District - Bitas - Bonifacio District - Buliran - Caalibangbangan - Cabu - Calawagan - Campo Tinio - Caridad - Caudillo - Cinco-Cinco - City Supermarket - Communal - Cruz Roja - Daang Sarile - Dalampang - Dicarma | - Dimasalang - Dionisio S. Garcia - Fatima - General Luna - Hermogenes C. Concepcion, Sr. - Ibabao Bana - Imelda District - Isla - Kalikid Norte - Kalikid Sur - Kapitan Pepe - Lagare - Lourdes - M. S. Garcia - Mabini Extension - Mabini Homesite - Macatbong - Magsaysay District - Magsaysay South - Maria Theresa - Matadero - Mayapyap Norte - Mayapyap Sur - Melojavilla - Nabao - Obrero - Padre Burgos - Padre Crisostomo - Pagas - Palagay | - Pamaldan - Pangatian - Patalac - Polilio - Pula - Quezon District - Rizdelis - Samon - San Isidro - San Josef Norte - San Josef Sur - San Juan Pob. - San Roque Norte - San Roque Sur - Sanbermicristi - Sangitan - Sangitan East - Santa Arcadia - Santo Niño - Sapang - Sumacab Este - Sumacab Norte - Sumacab South - Talipapa - Valdefuente - Valle Cruz - Vijandre District - Villa Ofelia-Caridad - Zulueta District |